# Exocelina ferruginea
Exocelina ferruginea es una especie de escarabajo del género Exocelina, familia Dytiscidae. Fue descrita científicamente por Sharp en 1882.

## Distribución geográfica
Habita en Australia.